# Ratpenat de ferradura de les Andaman
El ratpenat de ferradura de les Andaman (Rhinolophus andamanensis) és una espècie de ratpenat de la família dels rinolòfids. És endèmic de les Illes Andaman (Índia). Es tracta d'un ratpenat de mida mitjana, amb avantbraços de 46,7-56,6 mm. Anteriorment era considerat una subespècie del ratpenat de ferradura intermedi (R. affinis), del qual fou separat basant-se en criteris morfomètrics, acústics i de filogènia molecular. El seu nom específic, andamanensis, significa ‘de les Andaman’ en llatí.